# 内野明徳
内野 明徳（うちの あきのり）は日本の大学教授、理学博士。
また、熊本大学教育研究センター長なども歴任した。

## 経歴
熊本県に生まれる。熊本県立玉名高等学校を経て熊本大学理学部卒業。九州大学大学院理学研究科修了。
北海道大学から理学博士号を授与された。その後、熊本大学理学部の教員となり、助教授から教授に昇任した。
1994年など３回に渡り、熊日出版文化賞を受賞。2004年には地域環境保全功労者環境大臣表彰を受賞。